# Nedescifrabil
Nedescifrabil este o operă literară scrisă de Ion Luca Caragiale.